# کمبریج‌پورت (ورمانت)
کمبریج‌پورت (به انگلیسی: Cambridgeport) یک منطقهٔ مسکونی در ایالات متحده آمریکا است که در شهرستان ویندهام، ورمانت واقع شده است. کمبریج‌پورت ۱۸۷٫۱۵ متر بالاتر از سطح دریا قرار دارد.